# السما لله (لحج)
السما لله هي إحدى قرى الجمهورية اليمنية. وهي تتبع جغرافيًا لمحافظة لحج. وإداريًا لمديرية القبيطة. يبلغ تعداد سكانها 3173 نسمة حسب الإحصاء الذي جرى عام 2004.